# Площа Слави (Київ)
У Вікіпедії є статті про інші площі з назвою Площа Слави
Площа Сла́ви — площа у Печерському районі міста Києва, місцевість Печерськ. Розташована між вулицею Мазепи, алеєю Героїв Крут, вулицями Лаврською, Михайла Омеляновича-Павленка і Бутишевим провулком.

## Історія
Площа, імовірно, почала формуватися за часів Київської Русі, тут могло міститися одне з восьми київських торжищ, що згадуються у літописах. Офіційно почала фігурувати як площа після зведення на ній Микільського військового собору, спорудженого у 1693 році.
Мала назви Володимирська, Князе-Володимирська (на честь князя Володимира), а в XIX — на початку XX століття — Соборна площа. Сучасна назва — з 1965 року (у постанові про найменування зазначена як площа без назви біля парку Вічної Слави).

## Цікаві факти
- На Водохрещу 2009 р. поряд з Палацом дітей та юнацтва відкрили композицію «Вічний Київ»: бронзову кулю із зображеннями київських храмів. Автор – відомий у світі митець Франк Мейслер[2]. Вартість твору оцінюють в $300 тисяч, наданих спонсорами.
- На площі у березні 2009 році встановлено пам'ятний камінь, що нагадує про Микільський (Свято-Миколаївський) військовий собор, споруджений наприкінці XVII століття коштом гетьмана Івана Мазепи і зруйнований у 1930-ті роки[3].
- Підземний торговельний центр під площею, споруджений наприкінці 1990-х років, був першим у Києві.

## Зображення

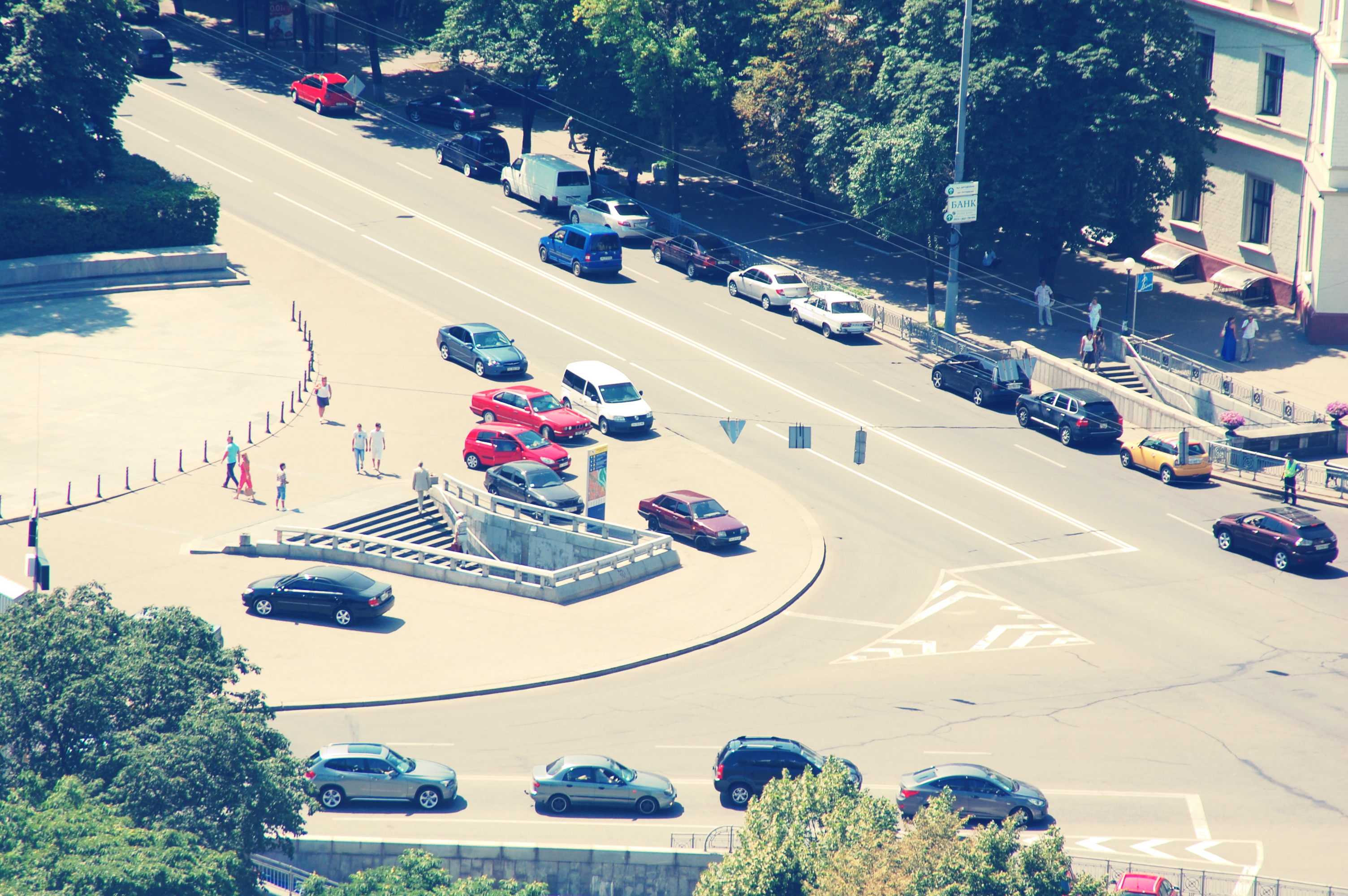
Вид на південну частину згори
Скульптурна композиція «Шлях в майбутнє» (скульптури «Материнство» й «Злітають птахи», що влітку 2013 року були перенесені зі скверу біля Палацу урочистих подій та об’єднані в єдину композицію)[4][5].

## Установи та заклади
- Готель «Салют»
- Національний транспортний університет
- Київський палац дітей та юнацтва